# EP (Childish Gambino)
EP è il primo EP del rapper statunitense Childish Gambino, pubblicato l'8 marzo 2011 sotto l'etichetta Glassnote.

## Il disco
Distribuito inizialmente per il download gratuito, l'EP è stato successivamente ripubblicato sulle principali piattaforme di streaming musicale il 2 febbraio 2018. Si tratta peraltro del primo progetto collaborativo tra Glover e il compositore svedese Ludwig Göransson.

## Tracce
Testi di Donald Glover, musiche di Ludwig Göransson.
1. Be Alone – 4:41
2. Freaks and Geeks – 3:37
3. My Shine – 3:30
4. Lights Turned On – 3:51
5. Not Going Back – 4:41